# Aboubacar Sankharé
Pour les articles homonymes, voir Sankharé.
Aboubacar Sankharé, né le 17 janvier 1978 à Paris XVIIIe, est un footballeur français évoluant au poste de défenseur central. Il est actuellement entraîneur du Villeneuve-d'Ascq Métropole, club où il a terminé sa carrière de joueur.

## Palmarès
- Champion de France : 1998
- Vainqueur de la Coupe de la Ligue : 1999